# اچ‌آر ۷۷۲۲
اچ‌آر ۷۷۲۲ یک ستاره است که در صورت فلکی بزغاله قرار دارد.